# Григорово (Болховский район)
Григорово — село в Болховском районе Орловской области. Входит в состав Однолуцкого сельского поселения. Население — 30 человек (2010 год). Включено в список заброшенных строений и населенных пунктов Орловской области (2014 год).

## История
Кандидат исторических наук А. Ю. Саран пишет, что Григорово входило в: Каменский стан, Орловский уезд, Дешкинский округ, Мценский уезд, Однолуцкая волость, Болховский уезд, Григоровский сельсовет, Кобылинский сельсовет, Однолуцкий сельсовет, Болховский район .
28 ноября 1963 года в село Григорово были включены деревни Зароща, Жердева, Козинка, Украина, посёлки Однолуцкого сельсовета Агарковские Дворы и Законечные Дворы.
Среди владельцев
- 1845 — Шереметев, тайный совет
- до 1861 — Огаркова, Украинцева, Жедринская
- 1866 — казна[3].

## География
Село расположено в северной части Орловской области, в лесостепной зоне, в пределах центральной части Среднерусской возвышенности, в 13 км к северо-востоку от Болхова и находится вблизи реки Березуйка.
Географическое положение: в 15 километрах от районного центра — города Болхов, в 44 километрах от областного центра — города Орёл.

## Население
| 2010 |
| ---- |
| 30   |

В 68 дворах 565 чел. (1853), в 62 дворах 531 чел. (1866), в 99 дворах 641 чел. (1887), в 15 дворах 64 чел. (1926), 36 чел. (2000), 30 чел. (2010).
Национальный состав
Согласно результатам переписи 2002 года, в национальной структуре населения русские и азербайджанцы составляли по 46 % каждый из общей численности в 39 жителей

## Инфраструктура
Было развито сельское хозяйство. С 1944 года в селе действовал колхоз «Прогресс».
Религия
Православная Никольская церковь, Малая Рыбина Мценский уезда (с 1897, 1905).
Достопримечательности
Памятник культуры: братская могила советских воинов.

## Транспорт
Через село проходит автодорога регионального значения «Болхов — Мценск — Новосиль».